# Mary Queeny
Mary Queeny (em árabe: ماري كويني), nascida em 1913 e falecida em 2003, foi uma actriz e produtora de cinema nascida no Líbano e nacionalizada egípcia.

## Biografia

### Inícios
Mary Boutros Younis nasceu em 1913 no seio de uma família cristã libanesa, em Tannurin. A prima da sua mãe era Asaad Dagher, escritora e jornalista do jornal Al-Ahram. Em 1923 mudou-se para o Cairo com a sua tia, actriz e produtora de cinema Assia Dagher. Começou a usar o nome de Mary Queeny a partir dos doze anos. Casou-se com o director e produtor de cinema egípcio Ahmed Galal em 1940. O filho do casal é o director Nader Galal. Até se reformar no ano de 1982, Mary tinha produzido todos os filmes dirigidos pelo seu marido.

### Carreira no cinema
Queeny converteu-se numa das actrizes e directoras mais reconhecidas no ambiente do cinema egípcio. O seu primeiro papel no cinema deu-se em 1929 no filme Ghadat al-sahara (A bela do deserto). A partir de então converteu-se na cabeça de cartaz na maioria dos filmes produzidos e dirigidas pela sua tia Assia Dagher. Apareceu em vinte filmes e foi uma das primeiras mulheres no Egipto a aparecer no ecrã sem usar o véu.
Fundou, juntamente com o seu marido, a companhia Galal Films, em 1942; que mais tarde converter-se-ia em Gala Studios, dois anos depois. Durante a idade dourada do cinema egípcio, Galal era um dos cinco maiores estúdios do país. Em 1958 estabeleceu um laboratório de processamento de filmes a cores, que em 1963 vendeu à companhia Misr e que mais tarde foi adquirida por Youssef Chahine e sua sobrinha, Marianne Khoury.

### Falecimento
Queeny faleceu no dia 23 de novembro de 2003, no Cairo, por causa de uma paragem cardíaca. Tinha noventa anos.

## Filmografia

### Como actriz
- 1953 : Femmes sans hommes
- 1951 : I Sacrificed My Love
- 1950 : The Seventh Wife
- 1948 : She Was an Angel
- 1947 : Return of the Stranger
- 1947 : Saad's Mother
- 1944 : Magda
- 1942 : Rabab
- 1940 : A Rebellious Girl
- 1934 : Bewitching Eyes
- 1933 : When a Woman Loves
- 1932 : A Guilty Conscience
- 1929 : The Desert Beauty

### Como produtora
- 1978 : Awlad al-halal
- 1967 : Aguazet seif
- 1967 : Endama nouheb
- 1953 : Femmes sans hommes
- 1951 : Son of the Nile